# Cicogna (famiglia)
I Cicogna furono una famiglia patrizia veneziana, annoverata fra le cosiddette Casade Novissime. Nella seconda metà del secolo XVI diedero alla Repubblica un doge, Pasquale Cicogna.

## Storia
La famiglia Cicogna sarebbe originaria delle isole lagunari e, inizialmente di umili condizioni, si arricchì nel tempo.
Nel 1381 fu ammessa al Maggior Consiglio nella figura di un Marco Cicogna, di professione speziale, distintosi nella guerra di Chioggia vinta contro i Genovesi.
Acquisì importanza nel corso del Quattrocento, in particolare con Francesco di Marco, che ebbe vari incarichi nello Stato da Mar. La casata aveva numerose proprietà in Oriente, specialmente a Candia.
Caduta la Serenissima e soppresso il patriziato, l'11 novembre 1817 con Sovrana Risoluzione il governo austriaco confermò la nobiltà dei Cicogna.
Nella toponomastica veneziana la famiglia è ricordata in una calle Cicogna, presso San Moisè. Esiste inoltre una calle Trevisan o Cicogna a Santa Maria Formosa, intitolata all'erudito Emanuele Antonio Cicogna che, però, non era nobile.

## Membri illustri
- Girolamo Cicogna (1489 - 1569), politico;
- Pasquale Cicogna (1509 - 1595), politico, doge dal 1585 alla morte;
- Marco Cicogna (1519 - 1585), politico e militare;
- Strozzi Cicogna (1568 - 1613), letterato;
- Giorgio Cicogna (1899 - 1932), scrittore e scienziato;
- Giovanni Cicogna (1877 – 1948), giurista e politico.

## Palazzi e ville
- Palazzo Ariani Minotto Cicogna, a Dorsoduro;
- Villa Cicogna (XVI secolo), a Visnà di Montebelluna: i Cicogna avevano interessi nella zona almeno dal 1457;
- Villa Cicogna (XVIII secolo), a Ponzano Veneto; nel 1948 l'ultimo proprietario, Giovanni Cicogna, la donò al comune che la trasformò in municipio;
- Villa Cicogna, Borlini (XVIII secolo), a Gaiarine, attuale municipio.
- Villa Colloredo, Cicogna, Gonano-Occhialini, Occhialini (XVI secolo), a Villaorba di Basiliano: fu dei Cicogna a partire dal Seicento;
- Villa Cicogna (XIX secolo), a Risano di Pavia di Udine; fu dei Cicogna fino al 1969, quando la contessa Nerina la lasciò ai carmelitani scalzi, che in seguito la vendettero. Attualmente è una casa di riposo.